# Serie A2 2004-2005 (pallacanestro femminile)
Il campionato di Serie A2 di pallacanestro femminile 2004-2005 è stato il venticinquesimo organizzato in Italia.
Le trentadue squadre partecipanti sono state suddivise, su base geografica, in due gironi da 16, disputando la regular season con la formula del girone all'italiana, con partite di andata e ritorno.
Al termine della stagione regolare:
- le squadre classificatesi al 1º posto di ogni girone sono state promosse direttamente in Serie A1;
- le squadre classificatesi al 16º posto di ogni girone sono state retrocesse direttamente in Serie B d'Eccellenza;
- le squadre classificatesi tra il 12º e il 15º posto di ogni girone hanno partecipato ai play-out per determinare altre due retrocessioni; i play-out si sono svolti in due turni con partite di andata e ritorno ed eventuale spareggio; le perdenti del 2º turno sono state retrocesse in Serie B d'Eccellenza.

Vengono promosse in Serie A1 il Basket Cavezzo, che mancava dalla massima serie dall'1988-89, e la Virtus Viterbo, retrocessa l'ultima volta nel 2003-04.

## Classifiche

### Girone A
|  |     | Classifica finale 2004-2005   | Pt | G  | V  | P  | PtF | PtS |
|  | --- | ----------------------------- | -- | -- | -- | -- | --- | --- |
|  | 1.  | Acetum Cavezzo                | 46 | 30 | 23 | 7  | -   | -   |
|  | 2.  | Ferrari Casa Vicenza          | 46 | 30 | 24 | 6  | -   | -   |
|  | 3.  | Gruppo IGB Sesto San Giovanni | 46 | 30 | 23 | 7  | -   | -   |
|  | 4.  | Cantina Sociale Broni         | 42 | 30 | 21 | 9  | -   | -   |
|  | 5.  | Tecno Allarmi Cervia          | 36 | 30 | 18 | 12 | -   | -   |
|  | 6.  | New Wash Montichiari          | 34 | 30 | 17 | 13 | -   | -   |
|  | 7.  | Libertas Bologna              | 34 | 30 | 17 | 13 | -   | -   |
|  | 8.  | Sernavimar Marghera           | 32 | 30 | 16 | 14 | -   | -   |
|  | 9.  | Juvenilia Reggio Emilia       | 32 | 30 | 16 | 14 | -   | -   |
|  | 10. | Pakelo San Bonifacio          | 26 | 30 | 15 | 15 | -   | -   |
|  | 11. | Caffè Giuliano Ivrea          | 24 | 30 | 12 | 18 | -   | -   |
|  | 12. | Interclub Muggia              | 24 | 30 | 12 | 18 | -   | -   |
|  | 13. | Marvecs Carugate              | 22 | 30 | 11 | 19 | -   | -   |
|  | 14. | Ginnastica Triestina          | 18 | 30 | 9  | 21 | -   | -   |
|  | 15. | Trudi Udine                   | 18 | 30 | 9  | 21 | -   | -   |
|  | 16. | Basket Biassono               | 0  | 30 | 0  | 30 | -   | -   |

### Girone B
|  |     | Classifica finale 2004-2005    | Pt | G  | V  | P  | PtF | PtS |
|  | --- | ------------------------------ | -- | -- | -- | -- | --- | --- |
|  | 1.  | Gescom Viterbo                 | 56 | 30 | 28 | 2  | -   | -   |
|  | 2.  | Castellani Pontedera           | 52 | 30 | 26 | 4  | -   | -   |
|  | 3.  | Italmoka Pozzuoli              | 42 | 30 | 21 | 9  | -   | -   |
|  | 4.  | San Raffaele Roma              | 40 | 30 | 20 | 10 | -   | -   |
|  | 5.  | Galli San Giovanni Valdarno    | 38 | 30 | 19 | 11 | -   | -   |
|  | 6.  | Ducato Siena                   | 38 | 30 | 19 | 11 | -   | -   |
|  | 7.  | Dodaro Rende                   | 32 | 30 | 16 | 14 | -   | -   |
|  | 8.  | Vino Alcamo Doc                | 26 | 30 | 15 | 15 | -   | -   |
|  | 9.  | Kalati Napoli                  | 24 | 30 | 12 | 18 | -   | -   |
|  | 10. | Terra Sarda Cagliari           | 24 | 30 | 12 | 18 | -   | -   |
|  | 11. | Sapori di Sardegna Cagliari    | 24 | 30 | 12 | 18 | -   | -   |
|  | 12. | Acquario Palestrina            | 22 | 30 | 11 | 19 | -   | -   |
|  | 13. | Fiamma Castellammare di Stabia | 20 | 30 | 10 | 20 | -   | -   |
|  | 14. | Stelle Marine Ostia            | 20 | 30 | 10 | 20 | -   | -   |
|  | 15. | Carpedil Battipaglia           | 16 | 30 | 9  | 21 | -   | -   |
|  | 16. | Sardegna Elmas                 | 6  | 30 | 3  | 27 | -   | -   |

## Play-out

### Girone A
|  | Semifinali | Semifinali           | Semifinali  |             |                      | Finale               | Finale | Finale |  |
|  |            |                      |             |             |                      |                      |        |        |  |
|  | 12         | Interclub Muggia     | 2           |             |                      |                      |        |        |  |
|  | 12         | Interclub Muggia     | 2           |             |                      |                      |        |        |  |
|  | 15         | Trudi Udine          | 1           |             |                      |                      |        |        |  |
|  | 15         | Trudi Udine          | 1           |             | Ginnastica Triestina | Ginnastica Triestina | 0      |        |  |
|  |            |                      |             |             | Ginnastica Triestina | Ginnastica Triestina | 0      |        |  |
|  |            |                      | Trudi Udine | Trudi Udine | 2                    |                      |        |        |  |
|  | 13         | Marvecs Carugate     | Trudi Udine | Trudi Udine | 2                    | 2                    |        |        |  |
|  | 13         | Marvecs Carugate     |             |             |                      |                      |        |        |  |
|  | 14         | Ginnastica Triestina | 1           |             |                      |                      |        |        |  |

### Girone B
|  | Semifinali | Semifinali           | Semifinali           |                      |                     | Finale              | Finale | Finale |  |
|  |            |                      |                      |                      |                     |                     |        |        |  |
|  | 12         | Acquario Palestrina  | 2                    |                      |                     |                     |        |        |  |
|  | 12         | Acquario Palestrina  | 2                    |                      |                     |                     |        |        |  |
|  | 15         | Carpedil Battipaglia | 1                    |                      |                     |                     |        |        |  |
|  | 15         | Carpedil Battipaglia | 1                    |                      | Stelle Marine Ostia | Stelle Marine Ostia | 2      |        |  |
|  |            |                      |                      |                      | Stelle Marine Ostia | Stelle Marine Ostia | 2      |        |  |
|  |            |                      | Carpedil Battipaglia | Carpedil Battipaglia | 1                   |                     |        |        |  |
|  | 13         | Fiamma Stabia        | Carpedil Battipaglia | Carpedil Battipaglia | 1                   | 2                   |        |        |  |
|  | 13         | Fiamma Stabia        |                      |                      |                     |                     |        |        |  |
|  | 14         | Stelle Marine Ostia  | 0                    |                      |                     |                     |        |        |  |

## Verdetti
- Promosse in Serie A1: Acetum Cavezzo e Gescom Viterbo.
  - Ferrari Casa Vicenza è stata poi ammessa in Serie A1 al posto del rinunciatario Rovereto Basket.
- Retrocesse in Serie B d'Eccellenza: Ginnastica Triestina, Basket Biassono, Carpedil Battipaglia, Sardegna Elmas.
  - Ginnastica Triestina e Carpedil Battipaglia sono state poi riammesse in Serie A2 al posto del ripescato Ferrari Casa Vicenza e della rinunciataria Kalati Napoli.
- Promosse dalla Serie B d'Eccellenza: Pallacanestro Torino, Basket Treviso, BC Fratta Umbertide, Cestistica Ragusa.
  - Girls Basket Livorno è stata poi ammessa in Serie A2 al posto della rinunciataria Delta Basket 92 Alessandria (retrocessa dalla Serie A1).